# Niš
Niš (szerbül: Ниш, régi magyar forrásokban Nissa) város Szerbiában. Nišava körzet közigazgatási és kulturális központja. A városban működik egyetem, akadémia és színház. Jelentős ipari központ és közlekedési csomópont. Az egyik legfontosabb kereszteződés Belgrád és Szófia között (E75 számú főút itt vezet át és Belgrádból autópályán elérhető). A városból egészen Isztambulig és onnan Kis-Ázsiába lehet eljutni. A város régi magyar neve Nissza.

## Éghajlata
| Hónap                                                                                        | Jan.  | Feb.  | Már.  | Ápr. | Máj. | Jún. | Júl. | Aug. | Szep. | Okt. | Nov.  | Dec.  | Év    |
| -------------------------------------------------------------------------------------------- | ----- | ----- | ----- | ---- | ---- | ---- | ---- | ---- | ----- | ---- | ----- | ----- | ----- |
| Rekord max. hőmérséklet (°C)                                                                 | 21,7  | 24,0  | 33,5  | 33,0 | 35,3 | 40,3 | 44,2 | 42,2 | 39,6  | 35,0 | 29,0  | 22,2  | 44,2  |
| Átlagos max. hőmérséklet (°C)                                                                | 5,0   | 7,5   | 13,0  | 18,4 | 23,8 | 27,1 | 29,8 | 30,1 | 25,0  | 19,3 | 11,9  | 6,1   | 18,1  |
| Átlagos min. hőmérséklet (°C)                                                                | −2,2  | −1,4  | 2,3   | 6,4  | 11,0 | 13,8 | 15,4 | 15,4 | 11,5  | 7,4  | 2,6   | −0,8  | 6,8   |
| Rekord min. hőmérséklet (°C)                                                                 | −23,7 | −21,6 | −13,2 | −5,6 | −1,0 | 4,2  | 4,1  | 4,6  | −2,2  | −6,8 | −14,0 | −16,6 | −23,7 |
| Átl. csapadékmennyiség (mm)                                                                  | 39    | 37    | 43    | 57   | 58   | 57   | 44   | 47   | 48    | 46   | 55    | 52    | 581   |
| Havi napsütéses órák száma                                                                   | 65    | 93    | 148   | 172  | 221  | 251  | 287  | 274  | 202   | 151  | 86    | 49    | 1998  |
| Forrás: Republic Hydrometeorological Service of Serbia, Meteo Climat (record highs and lows) |       |       |       |      |      |      |      |      |       |      |       |       |       |

## Történelme
A rómaiak Kr. e. 75-ben foglalták el a várost. Ekkor lett a város neve Naïssus és a rómaiak egyik fontos bástyája volt a Balkánon.
268 szeptemberében a római hadsereg Claudius Gothicus vezetésével a városban megütközött a gót sereggel. Ez volt a Naissusi csata.
Róma első keresztény császára, I. Constantinus, avagy Nagy Konstantin is itt született 272-ben. A város 395-ben a Kelet-római Birodalom része lett.
580-ban érkeztek a vidékre a szlávok, és ekkor lett a város neve Niš. 615-ben az avarok foglalták el a várost. 987-ben pedig Bulgária része lett. 1018-ban ismét a Bizánci Birodalom része. Az első szerb fejedelem, Stefan Nemanja 1185-ben elfoglalta a várost, és a Szerb Fejedelemség fővárosává tette. 1190-ben a Bizánci Birodalom része lett ismét Niš és rá tizenöt évre, 1205-ben ismét Szerbia ismét része lett, majd 1208-ban megint Bulgáriáé. A szerbek csak 1241-ben szerezték vissza a várost, amely 1375-ig szerb kézen is maradt, azonban ekkor megjelentek a törökök, és az Oszmán Birodalom bekebelezte. 1443-ban Hunyadi János hadjárata révén ismét Szerbia része lett 1448-ig, amikor a törökök két és fél évszázadra megszerezték a várost.
A Szent Liga háborúja során a császáriak Badeni Lajos őrgróf vezetésével 1689. szeptember 25-én ostrommal elfoglalták a várost, de a törökök a következő évben, az 1690-es ellenoffenzíva során visszaszerezték. Az 1735–1739-es orosz–osztrák–török háború során 1737-ben Niš-t ismét megszerezték az osztrákok. A győztesek helyreállították és megerősítették az erődöt, de még abban az évben, amikor a törökök ellentámadást indítottak, az osztrák védősereg komolyabb harc nélkül feladta a várat és a várost.
Az első szerb felkelés (1804–1813) itt Nišben robbant ki. A törökök ostromolni kezdték a várost, és a felkelőknek elfogyott a lőszerük (1809. május 31.), ekkor 1000 ember robbantotta fel magát. A törökök megépítették a koponyatornyot (Ćele-kula), amelybe belefalazták a felkelők koponyáit. Ma a koponyatorony emlékmű.
A török uralom egészen 1878-ig tartott, amikor a berlini kongresszus határozata Ništ a Szerb Fejedelemségnek juttatta. A bevonuló szerbek a bolgár lakosságot elűzték, az albánokat Koszovóba szorították. A niši eparchiát szerb ortodox egyházkerületté alakították.
Az első világháború kezdetén a nemzeti tanács meghozta a döntését, melynek értelmében a háború után megalapították a szerbek, horvátok, szlovének közös államát.
1915-ben Bulgária elfoglalta a várost. 1918. október 12-én szabadult fel a város, amikor az első szerb hadsereg Petar Bojović parancsnokkal az élén elfoglalta Ništ. Ekkortól lett Jugoszlávia része.
1941-ben a németek foglalták el, és munkatábort hoztak létre a városban. 1944. október 14-én Niš újra Jugoszlávia része lehetett.

## Nevezetességek
- Főposta
- Gimnázium
- Ifjúsági ház
- Igazságpalota
- Niši egyetem
- Isztambuli ház
- Tanári ház
- Nemzeti múzeum
- Polgármesteri hivatal
- "Logor" (II. világháborús német munkatábor)

## Híres emberek
- Petar Trbojević (*1973) olimpiai ezüstérmes és világbajnok vízilabdázó
- Sava Ranđelović (*1993) olimpiai bajnok, világbajnok és Európa-bajnok vízilabdázó

## Média
| - Nemzeti lap - Kopernikus Cable Network - Banker TV - BelleAmie TV - TV Nais - Global - RTV Nišava(roma nyelven) - NTV - Art TV - Puls TV - Jumbo TV - TV 5 | - Fast radio (102.7) - City radio (104.7) - Blue FM (103.1) - Radio Niš (99.5/101.9) - Banker radio(98.3) - Radio 5(105.5) - Radio Nišava(104.0) - OxyGen radio - Radio 13 (90.5) - Radio New Fair Play (88.3) - Radio IPP (88.8) - Radio Belle Amie(95.6) - Radio Belle Amie Folk Kanal (98.7/100.7) - Radio Čair (99.9) |

## Múzeumok
- Nemzeti múzeum
- Arheologiai kiállítás
- Medijana-i múzeum
- Ćele-kula (koponyatorony)
- Vöröskereszt-múzeum
- Branko Miljković emlékszoba
- Stevan Sremac emlékszoba

## Testvérvárosok
| - Cassandra, Görögország (1996) - Spárta, Görögország - Glifada, Görögország (1999) - Marousszi, Görögország - Alimosz, Görögország - Veliko Tarnovo, Bulgária (1996) | - Kassa, Szlovákia (2001) - Kurszk, Oroszország (1920) - Rognan, Norvégia (1986) - Bad Homburg, Németország (1999) - Krakkó, Lengyelország (2002) |